# Kutu
Kutu – miasto w Demokratycznej Republice Konga, w prowincji Mai-Ndombe.